# Дейвис (тауншип, Миннесота)
Дейвис (англ. Davis) — тауншип в округе Китсон, Миннесота, США. На 2000 год его население составило 48 человек.

## География
По данным Бюро переписи населения США площадь тауншипа составляет 91,5 км², из которых 91,4 км² занимает суша, а 0,1 км² — вода (0,11 %).

## Демография
По данным переписи населения 2000 года здесь находились 48 человек, 19 домохозяйств и 15 семей. Плотность населения —  0,5 чел./км². На территории тауншипа расположено 25 построек со средней плотностью 0,3 построек на один квадратный километр. Расовый состав населения: 95,83 % белых и 4,17 % приходится на две или более других рас. Испанцы или латиноамериканцы любой расы составляли 2,08 % от популяции тауншипа.
Из 19 домохозяйств в 31,6 % воспитывались дети до 18 лет, в 78,9 % проживали супружеские пары и в 15,8 % домохозяйств проживали несемейные люди. 15,8 % домохозяйств состояли из одного человека, при том 10,5 % из — одиноких пожилых людей старше 65 лет. Средний размер домохозяйства — 2,53, а семьи — 2,81 человека.
22,9 % населения — младше 18 лет, 6,3 % — в возрасте от 18 до 24 лет, 18,8 % — от 25 до 44, 27,1 % — от 45 до 64, и 25,0 % — старше 65 лет. Средний возраст — 48 лет. На каждые 100 женщин приходилось 108,7 мужчин. На каждые 100 женщин старше 18 приходилось 131,3 мужчин.
Средний годовой доход домохозяйства составлял 33 750 долларов, а средний годовой доход семьи —  32 500 долларов. Средний доход мужчин —  30 417  долларов, в то время как у женщин — 38 750. Доход на душу населения составил 17 189 долларов. За чертой бедности не находились ни одна семья и ни один человек.